# Piper silhouettanum
Piper silhouettanum är en pepparväxtart som beskrevs av J.Gerlach. Piper silhouettanum ingår i släktet Piper och familjen pepparväxter. Inga underarter finns listade i Catalogue of Life.